# Irene Boyle
Pour les articles homonymes, voir Boyle.
Irene Boyle est une actrice américaine du cinéma muet, née à New York le 3 mai 1890, et morte à Las Palmas de Grande Canarie, aux Îles Canaries, le 13 août 1976.

## Biographie
Elle fut mariée à Robert Ellis.

## Filmographie partielle
- 1914 : The School for Scandal de Kenean Buel : Maria
- 1914 : The Mad Mountaineer de Tom Moore : Melissa, la petite-amie de Jim
- 1915 : Children of the Ghetto de Frank Powell : Leah
- 1918 : Le Garde du Texas (Heart of the Sunset) de Frank Powell : Paloma
- 1920 : The Dead Line de Dell Henderson : Mollie Powell
- 1920 : Other Men's Shoes de Edgar Lewis : Irene Manton
- 1921 : Le Roi des bûcherons (The Rider of the King Log) de Harry O. Hoyt : Clare Kavanagh